# Нарасун
Нарасун (бур. Хара Уhан — чёрная вода) — село в Акшинском районе Забайкальского края России. Административный центр и единственный населённый пункт сельского поселения «Нарасунское».

## География
Село находится в южной части района, в пределах Среднеононской впадины, на левом берегу реки Нарасунка (приток Онона), на расстоянии примерно 27 километров (по прямой) к юго-западу от села Акши. Абсолютная высота — 762 метра над уровнем моря.
Климат
Климат характеризуется как резко континентальный с продолжительной холодной зимой и сравнительно тёплым летом. Средняя температура воздуха самого холодного месяца (января) составляет −22,7 °C; средняя температура самого тёплого месяца (июля) — 38 °C. Среднегодовое количество атмосферных осадков составляет 350 — 410 мм. Большая часть осадков (до 85 %) выпадает в течение тёплого сезона. Продолжительность безморозного периода составляет от 85 до 100 дней в году.
Часовой пояс
Село Нарасун находится в часовой зоне МСК+6. Смещение применяемого времени относительно UTC составляет +9:00.

## История
Основано в 1727 году.

## Население
| 1989 | 2002  | 2010 | 2012 | 2013 | 2014 | 2015 |
| ---- | ----- | ---- | ---- | ---- | ---- | ---- |
| 1481 | ↘1097 | ↘929 | ↘904 | ↘869 | ↘855 | ↘835 |
| 2016 | 2017  | 2018 | 2019 | 2020 | 2021 |      |
| ↘814 | ↘797  | ↘785 | ↘778 | ↘765 | ↗784 |      |

Половой состав
По данным Всероссийской переписи населения 2010 года в гендерной структуре населения мужчины составляли 49,4 %, женщины — соответственно 50,6 %.
Национальный состав
Согласно результатам переписи 2002 года, в национальной структуре населения русские составляли 85 %.

## Инфраструктура
В селе функционируют дорожно-эксплуатационное управление, средняя общеобразовательная школа, детский сад, фельдшерско-акушерский пункт и дом культуры.

## Достопримечательности
В Нарасуне находятся памятники Ленину (1966 г.), а также памятник односельчанам, погибшим в годы Великой Отечественной войны. В окрестностях села расположен ценный природный объект «Ворота Чингисхана».

## Улицы
Уличная сеть села состоит из восьми улиц и одного переулка.